# 1. Fußball-Club Kaiserslautern 1984-1985
Questa voce raccoglie le informazioni riguardanti il 1. Fußball-Club Kaiserslautern nelle competizioni ufficiali della stagione 1984-1985.

## Stagione
Nella stagione 1984-1985 il Kaiserslautern, allenato da Manfred Krafft, concluse il campionato di Bundesliga al 11º posto. In Coppa di Germania il Kaiserslautern fu eliminato al primo turno dal Bayer Leverkusen.

## Rosa
| N. |                     | Ruolo | Calciatore        |
| -- | ------------------- | ----- | ----------------- |
|    | Germania (bandiera) | P     | Gerald Ehrmann    |
|    | Germania (bandiera) | P     | Armin Reichel     |
|    | Germania (bandiera) | D     | Gerhard Bold      |
|    | Germania (bandiera) | D     | Andreas Brehme    |
|    | Germania (bandiera) | D     | Michael Dusek     |
|    | Germania (bandiera) | D     | Herbert Hoos      |
|    | Germania (bandiera) | D     | Kurt Lang         |
|    | Polonia (bandiera)  | D     | Stefan Majewski   |
|    | Germania (bandiera) | D     | Hans-Werner Moser |
|    | Germania (bandiera) | D     | Axel Roos         |

| N. |                     | Ruolo | Calciatore      |
| -- | ------------------- | ----- | --------------- |
|    | Germania (bandiera) | D     | Wolfgang Wolf   |
|    | Germania (bandiera) | C     | Reiner Geye     |
|    | Germania (bandiera) | C     | Dieter Kitzmann |
|    | Germania (bandiera) | C     | Tino Löchelt    |
|    | Germania (bandiera) | C     | Werner Melzer   |
|    | Germania (bandiera) | C     | Patrik Mohr     |
|    | Germania (bandiera) | C     | Markus Schupp   |
|    | Germania (bandiera) | A     | Thomas Allofs   |
|    | Germania (bandiera) | A     | Bruno Hübner    |
|    | Germania (bandiera) | A     | Dieter Trunk    |

## Organigramma societario
Area tecnica
- Allenatore: Manfred Krafft
- Allenatore in seconda:
- Preparatore dei portieri:
- Preparatori atletici:

## Calciomercato

### Sessione estiva
| Acquisti | Acquisti        | Acquisti       | Acquisti |
| R.       | Nome            | da             | Modalità |
| -------- | --------------- | -------------- | -------- |
| D        | Gerhard Bold    | Zurigo         |          |
| P        | Gerald Ehrmann  | Colonia        |          |
| D        | Stefan Majewski | Legia Varsavia |          |
| A        | Dieter Trunk    | Norimberga     |          |

| Cessioni | Cessioni           | Cessioni          | Cessioni |
| R.       | Nome               | a                 | Modalità |
| -------- | ------------------ | ----------------- | -------- |
| D        | Hans-Peter Briegel | Verona            |          |
| A        | Axel Brummer       | Kickers Offenbach |          |
| D        | Franco Foda        | Arminia Bielefeld |          |
| D        | Stefan Glaser      | Darmstadt         |          |
| P        | Roland Grüner      | Norimberga        |          |
| A        | Torbjörn Nilsson   | IFK Göteborg      |          |
| D        | Manfred Plath      | Salmrohr          |          |

### Sessione invernale
| Acquisti | Acquisti | Acquisti | Acquisti |
| R.       | Nome     | da       | Modalità |
| -------- | -------- | -------- | -------- |

| Cessioni | Cessioni           | Cessioni   | Cessioni |
| R.       | Nome               | a          | Modalità |
| -------- | ------------------ | ---------- | -------- |
| C        | Norbert Eilenfeldt | Schalke 04 |          |

## Risultati

### Bundesliga

#### Girone di andata
| Arbitro: | Wahmann |

|                        |           |                         |
| Brehme 18’, 19’ (rig.) | Marcatori | 80’ (rig.) Sigurvinsson |

| Arbitro: | Umbach |

|           |           |           |
| Bührer 2’ | Marcatori | 53’ Moser |

| Arbitro: | Schmidhuber |

|                               |           |            |
| Geye 56’ Allofs 67’ Trunk 85’ | Marcatori | 36’ Thiele |

| Arbitro: | Assenmacher |

|              |           |            |
| Tobollik 76’ | Marcatori | 86’ Allofs |

| Arbitro: | Neuner |

|                 |           |                         |
| Allofs 56’, 58’ | Marcatori | 61’ Täuber 84’ Memering |

| Arbitro: | Wuttke |

|                                      |           |                     |
| Schröder 12’ McGhee 22’ Milewski 68’ | Marcatori | 59’ Allofs 86’ Wolf |

| Arbitro: | Brückner |

|                 |           |  |
| Allofs 42’, 72’ | Marcatori |  |

| Arbitro: | Gabor |

|                            |           |  |
| Kuntz 22’ Fischer 76’, 85’ | Marcatori |  |

| Arbitro: | Peduzzi |

|                            |           |                         |
| Bold 3’ Geye 63’ Dusek 73’ | Marcatori | 18’, 62’ Röber 22’ Waas |

| Karlsruhe 26 ottobre 1984, ore 20:00 CET 10ª giornata | Karlsruhe | 0 – 0 referto | Kaiserslautern | Wildparkstadion (33 000 spett.)\| Arbitro: \| Kautschor \| |
| Arbitro:                                              | Kautschor |               |                |                                                            |

| Arbitro: | Roth |

|  |           |                                       |
|  | Marcatori | 16’ (aut.) Egli 85’ Brehme 88’ Allofs |

| Arbitro: | Pauly |

|            |           |  |
| Allofs 71’ | Marcatori |  |

| Arbitro: | Scheuerer |

|                |           |           |
| Rautiainen 35’ | Marcatori | 77’ Trunk |

| Arbitro: | Assenmacher |

|                     |           |                          |
| Allofs 80’ Bold 84’ | Marcatori | 33’ Reinders 65’ Hermann |

| Arbitro: | Jupe |

|                            |           |  |
| Funkel 15’, 68’ de Loo 24’ | Marcatori |  |

| Arbitro: | Osmers |

|  |           |              |
|  | Marcatori | 42’ Matthäus |

| Arbitro: | Brückner |

|                         |           |  |
| Bein 17’ Littbarski 50’ | Marcatori |  |

#### Girone di ritorno
| Arbitro: | Ahlenfelder |

|                                                            |           |  |
| Wolf 15’ (aut.) Allgöwer 19’ Ohlicher 31’, 41’ Claesen 85’ | Marcatori |  |

| Arbitro: | Uhlig |

|            |           |          |
| Hübner 16’ | Marcatori | 90’ Heck |

| Arbitro: | Zimmermann |

|            |           |  |
| Thiele 17’ | Marcatori |  |

| Arbitro: | Kautschor |

|                      |           |            |
| Hübner 9’ Allofs 40’ | Marcatori | 52’ Krämer |

| Arbitro: | Correll |

|                   |           |            |
| Täuber 34’ (rig.) | Marcatori | 24’ Allofs |

| Arbitro: | Jupe |

|            |           |              |
| Brehme 34’ | Marcatori | 50’ Milewski |

| Arbitro: | Brehm |

|                                                                          |           |  |
| Frontzeck 5’, 80’ Criens 19’ Rahn 57’, 69’ Herlovsen 64’ Mill 76’ (rig.) | Marcatori |  |

| Arbitro: | Tritschler |

|                                                       |           |                       |
| Moser 21’ Hübner 63’ Melzer 66’ Schupp 68’ Allofs 71’ | Marcatori | 78’ Fischer 82’ Kuntz |

| Arbitro: | Scheuerer |

|                       |           |  |
| Bast 24’ Cha 39’, 72’ | Marcatori |  |

| Arbitro: | Barnick |

|                                 |           |             |
| Allofs 11’ Brehme 27’ Trunk 35’ | Marcatori | 62’ Günther |

| Arbitro: | Roth |

|                                              |           |  |
| Lang 10’ Brehme 20’, 90’ Allofs 69’ Hoos 88’ | Marcatori |  |

| Arbitro: | Pauly |

|                          |           |              |
| Gorski 37’ Ellmerich 52’ | Marcatori | 32’ Majewski |

| Arbitro: | Ermer |

|           |           |          |
| Dusek 16’ | Marcatori | 88’ Hupe |

| Arbitro: | Weber |

|                                                          |           |            |
| Neubarth 25’, 90’ Völler 50’, 63’ Reinders 67’ Sidka 83’ | Marcatori | 33’ Brehme |

| Arbitro: | Heitmann |

|                                                            |           |              |
| Brehme 21’, 24’ (rig.) Allofs 41’ Hoos 64’, 84’ Hübner 74’ | Marcatori | 2’ Loontiens |

| Arbitro: | Schütte |

|                                         |           |  |
| Matthäus 38’ Wohlfarth 51’ Pflügler 75’ | Marcatori |  |

| Arbitro: | Wuttke |

|                                                                      |           |  |
| Allofs 28’, 32’, 76’ Prestin 47’ (aut.) Brehme 59’ (rig.) Melzer 72’ | Marcatori |  |

### Coppa di Germania
| Arbitro: | Osmers |

|                                                   |           |  |
| Cha 10’ Schreier 45’, 69’ Waas 60’ Winklhofer 88’ | Marcatori |  |

## Statistiche

### Statistiche di squadra
| Competizione      | Punti | In casa | In casa | In casa | In casa | In casa | In casa | In trasferta | In trasferta | In trasferta | In trasferta | In trasferta | In trasferta | Totale | Totale | Totale | Totale | Totale | Totale | DR |
| Competizione      | Punti | G       | V       | N       | P       | Gf      | Gs      | G            | V            | N            | P            | Gf           | Gs           | G      | V      | N      | P      | Gf     | Gs     | DR |
| ----------------- | ----- | ------- | ------- | ------- | ------- | ------- | ------- | ------------ | ------------ | ------------ | ------------ | ------------ | ------------ | ------ | ------ | ------ | ------ | ------ | ------ | -- |
| Bundesliga        | 33    | 17      | 10      | 6       | 1       | 45      | 18      | 17           | 1            | 5            | 11           | 11           | 42           | 34     | 11     | 11     | 12     | 56     | 60     | -4 |
| Coppa di Germania | -     | 0       | 0       | 0       | 0       | 0       | 0       | 1            | 0            | 0            | 1            | 0            | 5            | 1      | 0      | 0      | 1      | 0      | 5      | -5 |
| Totale            | 33    | 17      | 10      | 6       | 1       | 45      | 18      | 18           | 1            | 5            | 12           | 11           | 47           | 35     | 11     | 11     | 13     | 56     | 65     | -9 |

### Andamento in campionato
| Giornata  | 1 | 2 | 3 | 4 | 5 | 6 | 7 | 8 | 9 | 10 | 11 | 12 | 13 | 14 | 15 | 16 | 17 | 18 | 19 | 20 | 21 | 22 | 23 | 24 | 25 | 26 | 27 | 28 | 29 | 30 | 31 | 32 | 33 | 34 |
| --------- | - | - | - | - | - | - | - | - | - | -- | -- | -- | -- | -- | -- | -- | -- | -- | -- | -- | -- | -- | -- | -- | -- | -- | -- | -- | -- | -- | -- | -- | -- | -- |
| Luogo     | C | T | C | T | C | T | C | T | C | T  | T  | C  | T  | C  | T  | C  | T  | T  | C  | T  | C  | T  | C  | T  | C  | T  | C  | C  | T  | C  | T  | C  | T  | C  |
| Risultato | V | N | V | N | N | P | V | P | N | N  | V  | V  | N  | N  | P  | P  | P  | P  | N  | P  | V  | N  | N  | P  | V  | P  | V  | V  | P  | N  | P  | V  | P  | V  |
| Posizione | 6 | 7 | 3 | 4 | 4 | 5 | 2 | 7 | 6 | 6  | 4  | 2  | 4  | 5  | 8  | 8  | 9  | 12 | 12 | 13 | 12 | 12 | 12 | 12 | 12 | 12 | 11 | 10 | 10 | 11 | 11 | 10 | 12 | 11 |

Legenda:

Luogo: C = Casa; T = Trasferta. Risultato: V = Vittoria; N = Pareggio; P = Sconfitta.

### Statistiche dei giocatori
| Giocatore     | Bundesliga | Bundesliga | Bundesliga  | Bundesliga | Coppa di Germania | Coppa di Germania | Coppa di Germania | Coppa di Germania | Totale   | Totale | Totale      | Totale     |
| Giocatore     | Presenze   | Reti       | Ammonizioni | Espulsioni | Presenze          | Reti              | Ammonizioni       | Espulsioni        | Presenze | Reti   | Ammonizioni | Espulsioni |
| ------------- | ---------- | ---------- | ----------- | ---------- | ----------------- | ----------------- | ----------------- | ----------------- | -------- | ------ | ----------- | ---------- |
| T. Allofs     | 31         | 19         | 0           | 0          | 1                 | 0                 | 0                 | 0                 | 32       | 19     | 0           | 0          |
| G. Bold       | 19         | 2          | 7           | 0          | 1                 | 0                 | 0                 | 0                 | 20       | 2      | 7           | 0          |
| A. Brehme     | 33         | 11         | 6           | 0          | 1                 | 0                 | 0                 | 0                 | 34       | 11     | 6           | 0          |
| M. Dusek      | 28         | 2          | 3           | 0          | 1                 | 0                 | 0                 | 0                 | 29       | 2      | 3           | 0          |
| G. Ehrmann    | 30         | 0          | 0           | 0          | 1                 | 0                 | 0                 | 0                 | 31       | 0      | 0           | 0          |
| N. Eilenfeldt | 14         | 0          | 0           | 0          | 1                 | 0                 | 0                 | 0                 | 15       | 0      | 0           | 0          |
| R. Geye       | 31         | 2          | 4           | 0          | 1                 | 0                 | 0                 | 0                 | 32       | 2      | 4           | 0          |
| H. Hoos       | 21         | 3          | 1           | 0          | 0                 | 0                 | 0                 | 0                 | 21       | 3      | 1           | 0          |
| B. Hübner     | 27         | 4          | 1           | 0          | 1                 | 0                 | 0                 | 0                 | 28       | 4      | 1           | 0          |
| D. Kitzmann   | 32         | 0          | 4           | 0          | 1                 | 0                 | 0                 | 0                 | 33       | 0      | 4           | 0          |
| K. Lang       | 12         | 1          | 3           | 0          | 0                 | 0                 | 0                 | 0                 | 12       | 1      | 3           | 0          |
| T. Löchelt    | 0          | 0          | 0           | 0          | 0                 | 0                 | 0                 | 0                 | 0        | 0      | 0           | 0          |
| S. Majewski   | 19         | 1          | 0           | 0          | 0                 | 0                 | 0                 | 0                 | 19       | 1      | 0           | 0          |
| W. Melzer     | 29         | 2          | 2           | 0          | 1                 | 0                 | 0                 | 0                 | 30       | 2      | 2           | 0          |
| P. Mohr       | 2          | 0          | 0           | 0          | 0                 | 0                 | 0                 | 0                 | 2        | 0      | 0           | 0          |
| H. Moser      | 30         | 2          | 5           | 0          | 1                 | 0                 | 1                 | 0                 | 31       | 2      | 6           | 0          |
| A. Reichel    | 5          | 0          | 0           | 0          | 0                 | 0                 | 0                 | 0                 | 5        | 0      | 0           | 0          |
| A. Roos       | 5          | 0          | 0           | 0          | 0                 | 0                 | 0                 | 0                 | 5        | 0      | 0           | 0          |
| M. Schupp     | 8          | 1          | 0           | 0          | 0                 | 0                 | 0                 | 0                 | 8        | 1      | 0           | 0          |
| D. Trunk      | 26         | 3          | 1           | 0          | 1                 | 0                 | 0                 | 0                 | 27       | 3      | 1           | 0          |
| W. Wolf       | 29         | 1          | 4           | 0          | 1                 | 0                 | 0                 | 0                 | 30       | 1      | 4           | 0          |